# Edmundsella pedata
Edmundsella pedata (лат.) — вид брюхоногих моллюсков из семейства Flabellinidae отряда голожаберных (Nudibranchia).

## Описание
Стройное тело длиной до 4 см. Окрас животного от розового до фиолетового цвета. На теле имеются многочисленные выросты, которые придают улитке лохматый вид.
Edmundsella pedata имеет узкую специализацию и питается немногими образующими колонии гидроидными. Взрослые улитки предпочитают Eudendrium ramosum, молодые особи поедают меньшие по размеру полипы.

## Распространение
Вид распространён в Средиземном море, Атлантике, Ла-Манше и Северном море (в окрестностях острова Гельголанд). Он живёт на различных водорослях и полипах в зоне приливов и отливов.

## Синонимы
В синонимику вида включают следующие биномены:
- Coryphella pedata (Montagu, 1816)
- Doris pedata Montagu, 1816
- Eolis landsburgi Alder & Hancock, 1846
- Flabellina pedata (Montagu, 1816)